# Sejtés

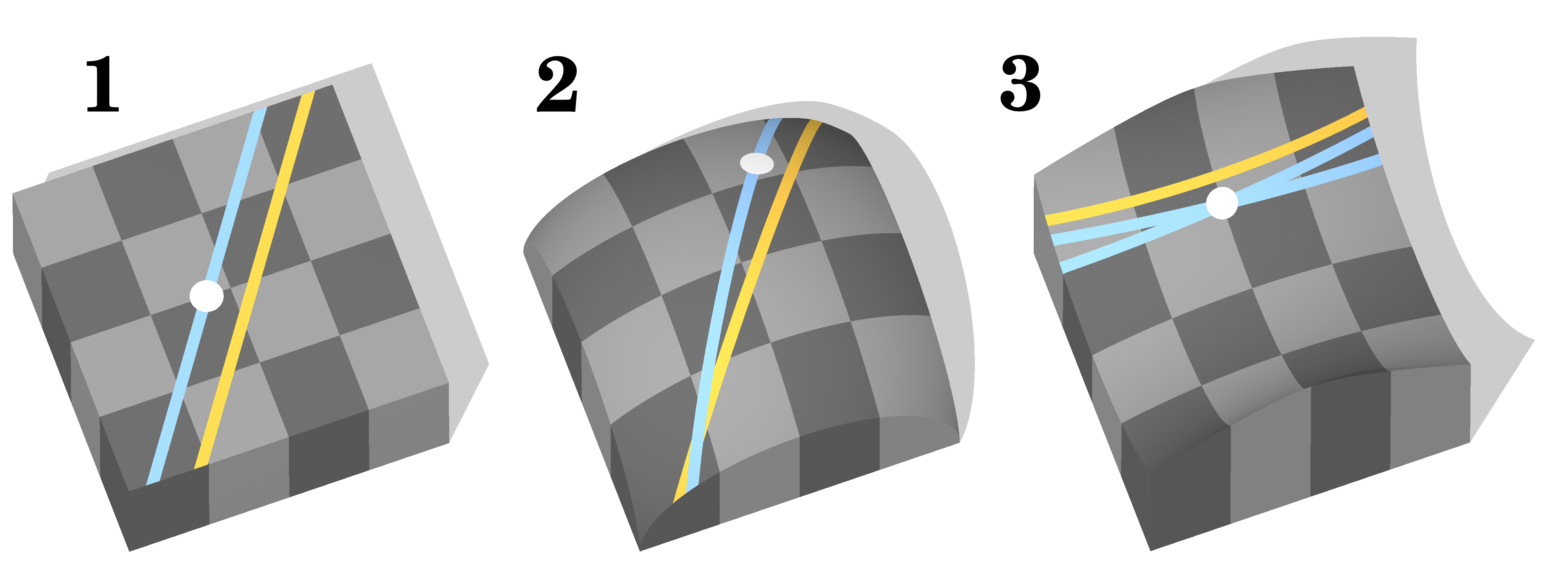
Euklidészi és nem-euklidészi geometria

A matematikában sejtésnek nevezik az olyan állítást, amely a matematikai logika eszközeivel formálisan nem bizonyított, ám egy elfogadott szakember kijelentése szerint erősen valószínű. Sejtés egzakt bizonyítása esetén tétellé lép elő, és a továbbiakban felhasználható bármely további bizonyítási eljárásban. 

## Kutatások alapja
Nem ritka az olyan matematikai kutatás, amely összefüggéseket keres. Azt  a cél, hogy ha valamilyen sejtés igaz, akkor valamilyen más állítás is az, de ettől még ez az utóbbi állítás nem lesz tétel, hanem maga is megmarad a sejtés szintjén addig, amíg önállóan bizonyítást nem nyer. Ekkor a másik tétel módszertani és logikai támpontot ad.

## Eldönthetetlen sejtések
Nem minden sejtést lehet egyszerűen kategorizálva igazolni vagy cáfolni, vagyis kijelenteni hogy helyes -helytelen.  Az Igazság (filozófia) sokféle értelmezése létezik. Erre példa a kontinuumhipotézis, amely bizonyos végtelen halmazok számossága között próbál viszonyokat felállítani. Ennek abszolút igazsága eldönthetetlen, mert független a halmazelmélet axiómáitól. Emiatt az axiómarendszer kiegészíthető az állítással vagy annak tagadásával is ellentmondásmentesen.

## Matematikai sejtések (nem teljes) listája
- abc-sejtés
- Agoh-Giuga-sejtés
- Andrews–Curtis-sejtés
- Artin-sejtések
- Atiyah-sejtés
- Bateman–Horn-sejtés
- Baum–Connes-sejtés
- Beal-sejtés
- Beilinson-sejtés
- Berry–Tabor-sejtés
- Birch és Swinnerton-Dyer-sejtés
- Birch–Tate-sejtés
- Bloch–Beilinson-sejtések
- Borel-sejtés
- Bost-sejtés
- Burr–Erdős-sejtés
- Catalan–Dickson-sejtés az aliquot-sorozatokon értelmezve
- Collatz-sejtés
- Cramér-sejtés
- Deligne-sejtés
- Eilenberg–Ganea-sejtés
- Elliott–Halberstam-sejtés

- Erdős–Gyárfás-sejtés
- Farrell-Jones-sejtés
- Finitisztikusdimenzió-sejtés
- Frankl-sejtés
- Gilbreath-sejtés
- Goldbach-sejtés
- Gyenge Goldbach-sejtés
- Grimm-sejtés
- Grothendieck–Katz-sejtés
- Hadamard-sejtés
- Hedetniemi-sejtés
- Hodge-sejtés
- Hopf-sejtés
- Homológiai sejtések a kommutatív algebrában
- Jacobian-sejtés
- Kaplansky-sejtés
- Keating-Snaith-sejtés
- Lawson-sejtés
- Lenstra–Pomerance–Wagstaff-sejtés
- Lichtenbaum-sejtés
- Littlewood-sejtés
- Lovász-sejtés
- Marshall Hall-sejtés
- Mazur-sejtés
- Monodromy-sejtés
- Új Mersenne-sejtés
- Novikov-sejtés
- Petersen színezési sejtése
- Pierce–Birkhoff-sejtés
- Pillai-sejtés
- De Polignac-sejtés
- Quillen–Lichtenbaum-sejtés
- Újjáképzési sejtés
- Riemann-sejtések:
  - Riemann-sejtés
    - Általánosított Riemann-sejtés
    - Nagy Riemann-sejtés

  - Sűrűségi hipotézis
  - Lindelöf-sejtés
  - Hilbert–Pólya-sejtés a Riemann-sejtésen értelmezve
- Ringel–Kotzig-sejtés
- Schanuel-sejtés
- Schinzel-sejtés
- Scholz-sejtés
- Második Hardy–Littlewood-sejtés
- Selfridge-sejtés
- Serre számelméleti sejtése
- Serremultiplicitási sejtései
- Singmaster-sejtés
- Tate-sejtés
- Ikerprím-sejtés
- Vandiver-sejtés
- Monodrómiai sejtés
- Whitehead-sejtés

## Millenniumi problémák
- Birch és Swinnerton-Dyer-sejtés
- Hodge-sejtés
- Navier–Stokes-egyenletek
- P=NP probléma
- Poincaré-sejtés (2002-ben igazolva)
- Riemann-sejtés
- Yang–Mills-elmélet

## Kapcsolódó témák
- Kategória:Matematikai tételek